# مقاطعة هاردين (إلينوي)
مقاطعة هاردين (بالإنجليزية: Hardin County)‏ هي إحدى المقاطعات في ولاية إلينوي في الولايات المتحدة الأمريكية.